# Edward Oswald Schaaf
Edward Oswald Schaaf   (Brooklyn, 7 d'agost de 1869 - Newark, 25 de juny de 1939) fou un metge i compositor musical novaiorquès.
Estudià medicina en la seva ciutat natal i en les universitats de Berlín i Viena, mentre que els estudis musicals els va fer sense mestre. Ensems que exercia la seva professió es va dedicar no tan sols a la composició, sinó també a la literatura musical, havent publicat:
- Analysis of the Tannhauser Score; The Fundamental Principles Involved in the Composing and Arranging of Music for the Player-piano (1919);
- The Musical Individuality of the Player-piano (1922);
- Treatise on Instrumentation.

La seva producció com a compositor comprèn les òperes Cymbelline, Tha Maranas, Choosing The Bride, Lucrece, La Grande Breteche, The Merry Cuckoo i Margot, així com 2 simfonies, 4 quartets d'arc, 2 misses, diverses obertures i nombrosos lieder.